# Giorgio Conrad
Pour les articles homonymes, voir Conrad.
Giorgio Conrad (en romanche Georg Conrad), né à Mutten le 17 juin 1827 et mort le 7 janvier 1889 à Naples, est un photographe suisse, actif en Italie.

## Biographie
Giorgo Conrad est un photographe spécialisé dans les scènes de genre, qui fut essentiellement actif à Naples,,.

## Collections, expositions
- Bibliothèque de l'Université d'État de Pennsylvanie.
- J. Paul Getty Museum, Los Angeles[4].
- Metropolitan Museum of Art (The Met), New York[5].
- Musée national des beaux-arts du Québec, Québec[6].

## Galerie

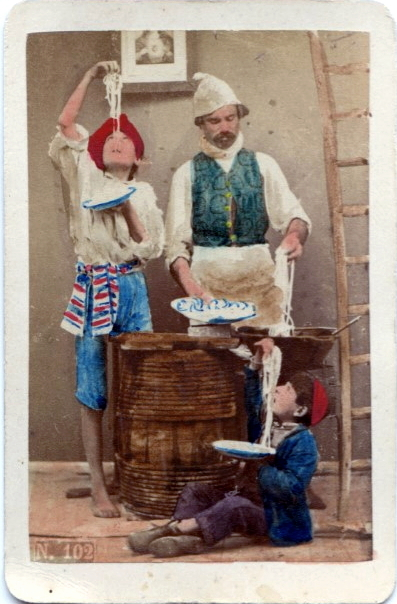
Mangeurs de spaghetti.
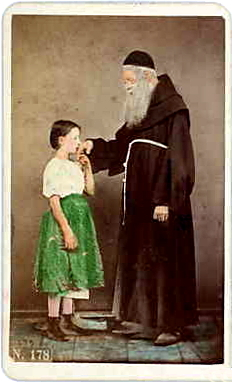
Fillette baisant la main d'un moine.
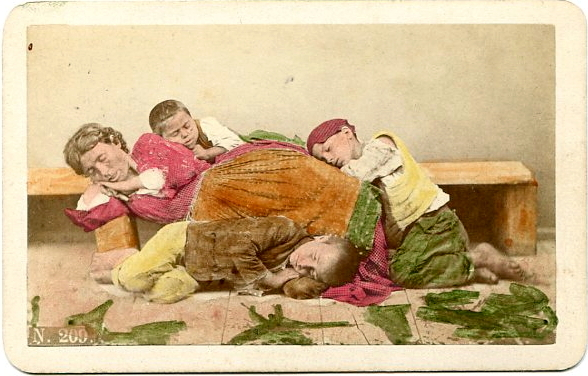
Une mère et ses enfants dormant à la rue.
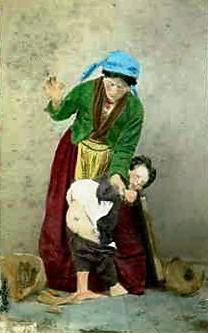
Scène de rue.
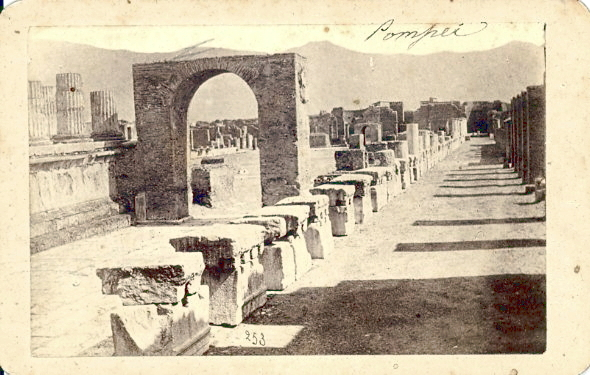
Vue de Pompéi, vers 1865.
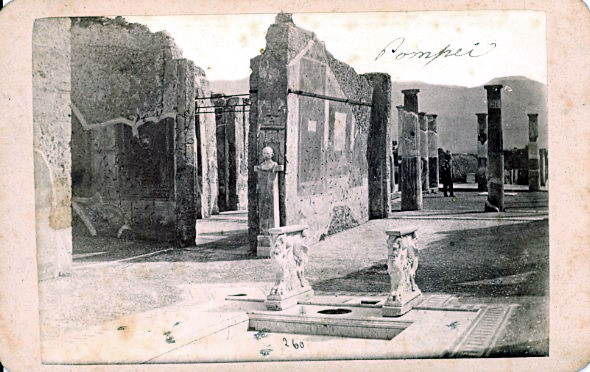
Vue de Pompéi, vers 1865.
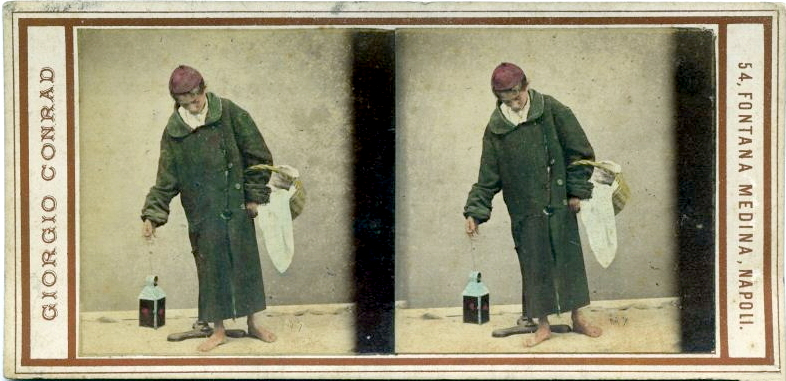
Scène de rue à Naples.
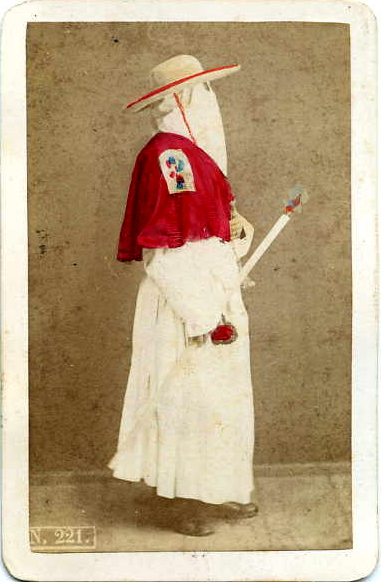
Membre d'une confraternité.